# Bachman-Turner Overdrive
Bachman-Turner Overdrive w skrócie BTO – kanadyjska grupa hardrockowa powstała w 1973 w Winnipeg, Manitoba. 

## Historia
Randy Bachman po odejściu z grupy The Guess Who rozpoczął krótką karierę solową, której ważną fazą miały być wspólne nagrania za słynnym brytyjskim pianistą rockowym Keithem Emersonem. Nie doszły one jednak do skutku. Bachman w poszukiwaniu nowej formuły muzycznej założył wspólnie z C.F. Turnerem zespół, którego nazwa wzięła się nie, jak powszechnie się sądzi, od określenia na przesterowany wzmacniacz gitarowy, lecz z tytułu czasopisma dla kierowców Overdrive, oznaczający najwyższy bieg w skrzyni biegów. Do grupy dołączyli inni muzycy, między innymi dwaj bracia Randy'ego. W ten sposób powstała jedna z najsłynniejszych grup w historii kanadyjskiego rocka. Muzyka zespołu to elektroakustyczny hard rock z pełnymi wpływami muzyki country. Największym przebojem zespołu z wokalistą „jąkającym” się w refrenie okazała się piosenka You Ain't Seen Nothing Yet, która dotarła do pierwszej pozycji list przebojów w Stanach i drugiej w Wielkiej Brytanii. Inne przeboje Bachman-Turner Overdrive to np. : Takin' Care of Business, Roll On Down the Highway, Freeways, Hey You, Down Down.
Po tym jak zespół przeszedł w stan spoczynku w 2005 roku, Randy Bachman i Fred Turner połączyli się ponownie w 2009 roku, aby odbyć trasę koncertową i współpracować nad nowym albumem. W 2010 roku zagrali podczas halftime show na Grey Cup w Edmonton. Obaj przestali koncertować po przejściu Turnera na emeryturę w marcu 2018 r.

## Skład
- Randy Bachman – gitara
- Chad Allan – śpiew, gitara
- Robbie Bachman – perkusja
- Tim Bachman – śpiew, gitara
- Jim Clench – gitara basowa, instrumenty klawiszowe (ex – April Wine)
- Blair Thornton – gitara
- C.F. Turner – gitara basowa

## Dyskografia

### Albumy studyjne
- 1973 Bachman-Turner Overdrive
- 1973 Bachman-Turner Overdrive II
- 1974 Not Fragile
- 1975 Four Wheel Drive
- 1975 Head On
- 1977 Freeways
- 1978 Street Action
- 1979 Rock n' Roll Nights
- 1984 Bachman-Turner Overdrive